# Анпилов, Александр Николаевич
Алекса́ндр Никола́евич Анпи́лов (род. 14 июня 1955, Курск, РСФСР, СССР) — советский и российский политический и государственный деятель. Депутат Курской областной думы шести созывов (со второго по седьмой), председатель областной думы III созыва. Руководитель фракции КПРФ областной думы VII созыва. Заместитель губернатора Курской области с 5 декабря 2000 года.

## Биография
Александр Анпилов родился 14 июня 1955 года в Курске. С 1972 по 1977 год учился в Курском политехническом институте на инженера-строителя. 
В 1977—1979 гг. работал мастером СУ-16 треста «Металлургстрой-1» и Курского завода тракторных запчастей, далее год — секретарём комсомольской организации ЦТА-2 этого завода.
С 1980 по 1983 год работал в ВЛКСМ: сначала заведующим отделом спортивно и оборонно-массовой работы комсомольских организаций Курского горкома, а затем первым секретарём Ленинского райкома г. Курска.
В 1983—1985 гг. проходил в службу в советской армии.
После армии и двухмесячной работы заместителем директора по кадрам и быту на Курском кондитерском комбинате Александр Анпилов пять лет являлся секретарём парткома треста «Курскжилстрой» Ленинского райкома КПСС г. Курска.
В 1989 году окончил Ростовский социально-политический институт, получив образование политолога. В 1996 году окончил Российскую академию государственной службы по специальности «менеджер-экономист».

## Политическая деятельность
C 1990 по 1993 гг. Анпилов являлся сначала заместителем председателя, а затем председателем Ленинского районного Совета народных депутатов. Далее три года работал помощником депутата Совета Федерации В. Н. Лихачёва и депутата Государственной думы С. Н. Фалалеева. 
С 1998 года является депутатом Курской областной думы, был председателем думы III созыва. Начиная с 2011 года, Анпилов — депутат Курской областной думы по спискам КПРФ.